# Välsigna, Herre, alla dem
Välsigna, Herre, alla dem är en psalm av Christoph Carl Ludwig von Pfeil från 1746 som senare översattes/bearbetades av Johan Alfred Eklund 1911 till en psalm med titelraden Välsignat är det hem förvisst vilket den hette även i 1937 års psalmbok, men efter Jan Arvid Hellströms bearbetning 1983 ändrades titelraden till "Välsigna, Herre, alla dem" och Eklunds insatser togs bort ur 1986 års psalmbok.
Melodin är en tonsättning från 1697 som enligt Koralbok för Nya psalmer, 1921 är samma melodi som används till psalmen Uppfaren är vår Herre Krist (1819 nr 115). I 1986 års psalmbok anges att musiken är från Frankfurt am Main 1738, möjligen av Johann Balthasar König och samma som till psalmerna Bevara, Gud, vårt fosterland, När stormen ryter vilt på hav och möjligen en melodivariation även för Uti din nåd, o Fader blid.
Eklunds texter blev fria för publicering 2015.

## Publicerad i
- Nya psalmer 1921 som nr 616 med titelraden "Välsignat är det hem förvisst", under rubriken "Det Kristliga Troslivet: Troslivet i hem och samhälle: Det kristna hemmet: Kristligt hemliv".
- Svensk söndagsskolsångbok 1929 som nr 285 under rubriken "Hem och fosterland".
- Sionstoner 1935 som nr 771 med titelraden "Välsignat är det hem förvisst", under rubriken "Bröllop".
- 1937 års psalmbok som nr 482 med titelraden "Välsignat är det hem förvisst", under rubriken "Hemmet".
- Frälsningsarméns sångbok 1968 som nr 666 med titelraden "Välsignat är det hem förvisst", under rubriken "Speciella Sånger - Hemmet".
- Den svenska psalmboken 1986 som nr 294 med titelraden "Välsigna, Herre, alla dem", under rubriken "Tillsammans i världen".
- Svensk psalmbok för den evangelisk-lutherska kyrkan i Finland (1986) som nr 462 under rubriken "Hem och familj", med titelraden "Välsignad vår gemenskap är".
- Lova Herren 1988 som nr 796 med titelraden "Välsignat är det hem förvisst", under rubriken "Hem och familjeliv".